# Coppa dell'Emiro del Qatar
La Coppa dell'Emiro del Qatar (in inglese Emir of Qatar Cup) è la coppa nazionale calcistica del Qatar a cui prendono parte le 12 squadre che partecipano alla Qatar Stars League e le 6 della Qatar Second Division. 
La prima edizione della coppa si è disputata nel 1972 e fu vinta dal Al-Ahly. La squadra che vanta più successi un assoluto nella competizione è l'Al-Sadd con 18 vittorie.

## Albo d'oro
| Stagione | Vincitore    | Risultato       | Finalista    |
| -------- | ------------ | --------------- | ------------ |
| 1972-73  | Al-Ahli Doha | 6 - 1           | Al-Rayyan    |
| 1973-74  | Qatar SC     | 2 - 1           | Al-Sadd      |
| 1974-75  | Al-Sadd      | 4 - 3           | Al-Ahli Doha |
| 1975-76  | Qatar SC     | 4 - 3           | Al-Arabi     |
| 1976-77  | Al-Sadd      | 1 - 0           | Al-Rayyan    |
| 1977-78  | Al-Arabi     | 5 - 1           | Al-Wakrah    |
| 1978-79  | Al-Arabi     | 3 - 1           | Al-Wakrah    |
| 1979-80  | Al-Arabi     | 2 - 1           | Al-Khor      |
| 1980-81  | Al-Ahli Doha | 2 - 1           | Qatar SC     |
| 1981-82  | Al-Sadd      | 2 - 1           | Al-Rayyan    |
| 1982-83  | Al-Arabi     | 1 - 0           | Al-Sadd      |
| 1983-84  | Al-Arabi     | 3 - 2           | Al-Ahli Doha |
| 1984-85  | Al-Sadd      | 2 - 1           | Al-Wakrah    |
| 1985-86  | Al-Sadd      | 2 - 0           | Al-Arabi     |
| 1986-87  | Al-Ahli Doha | 2 - 0           | Al-Sadd      |
| 1987-88  | Al-Sadd      | 4 - 3           | Al-Wakrah    |
| 1988-89  | Al-Arabi     | 2 - 0           | Qatar SC     |
| 1989-90  | Al-Arabi     | 3 - 0           | Al-Wakrah    |
| 1990-91  | Al-Sadd      | 3 - 2           | Al-Arabi     |
| 1991-92  | Al-Ahli Doha | 2 - 1           | Al-Rayyan    |
| 1992-93  | Al-Arabi     | 3 - 0           | Al-Sadd      |
| 1993-94  | Al-Sadd      | 3 -2            | Al-Arabi     |
| 1994-95  | Al-Gharafa   | 2 - 1           | Al-Wakrah    |
| 1995-96  | Al-Gharafa   | 5 - 2           | Al-Rayyan    |
| 1996-97  | Al-Gharafa   | 1 - 1 (3-2 dtr) | Al-Rayyan    |
| 1997-98  | Al-Gharafa   | 4 - 3           | Al-Ahli Doha |
| 1998-99  | Al-Rayyan    | 2 - 1           | Al-Gharafa   |
| 1999-00  | Al-Sadd      | 2 - 0           | Al-Rayyan    |
| 2000-01  | Qatar SC     | 3 - 2           | Al-Sadd      |
| 2001-02  | Al-Gharafa   | 3 - 1           | Al-Sadd      |
| 2002-03  | Al-Sadd      | 2 - 1           | Al-Ahli Doha |
| 2003-04  | Al-Rayyan    | 3 - 2           | Qatar SC     |
| 2004-05  | Al-Sadd      | 0 - 0 (5-4 dtr) | Al-Wakrah    |
| 2005-06  | Al-Rayyan    | 1 - 1 (5-4 dtr) | Al-Gharafa   |
| 2006-07  | Al-Sadd      | 0 - 0 (5-4 dtr) | Al-Khor      |
| 2007-08  | Umm-Salal    | 2 - 2 (4-1 dtr) | Al-Gharafa   |
| 2009     | Al-Gharafa   | 2 - 1           | Al-Rayyan    |
| 2010     | Al-Rayyan    | 1 - 0           | Umm-Salal    |
| 2011     | Al-Rayyan    | 2 - 1           | Al-Gharafa   |
| 2012     | Al-Gharafa   | 0 - 0 (4-3 dtr) | Al-Sadd      |
| 2013     | Al-Rayyan    | 2 - 1           | Al-Sadd      |
| 2014     | Al-Sadd      | 3 - 0           | Al-Sailiya   |
| 2015     | Al-Sadd      | 2 - 1           | Al-Jaish     |
| 2016     | Lekhwiya     | 2 - 2 (4-2 dtr) | Al-Sadd      |
| 2017     | Al-Sadd      | 2 - 1           | Al-Rayyan    |
| 2018     | Al-Duhail    | 2 - 1           | Al-Rayyan    |
| 2019     | Al-Duhail    | 4 - 1           | Al-Rayyan    |
| 2020     | Al-Sadd      | 2 - 1           | Al-Arabi     |
| 2021     | Al-Sadd      | 1 - 1 (5–4 dtr) | Al-Rayyan    |
| 2022     | Al-Duhail    | 5 - 1           | Al-Gharafa   |
| 2023     | Al-Arabi     | 3 - 0           | Al-Sadd      |
| 2024     | Al-Sadd      | 1 - 0           | Qatar SC     |
| 2025     | Al-Gharafa   | 2 - 1           | Al-Rayyan    |

## Vittorie per squadra
| Club         | Vittorie | 2° | Stagioni |
| ------------ | -------- | -- | --- |
| Al-Sadd      | 19       | 10 | 1975, 1977, 1982, 1985, 1986, 1988, 1991, 1994, 2000, 2003, 2005, 2007, 2014, 2015, 2017, 2020, 2022, 2024, 2025 |
| Al-Arabi     | 9        | 4  | 1978, 1979, 1980, 1983, 1984, 1989, 1990, 1993, 2023                                                             |
| Al-Gharafa   | 8        | 4  | 1995, 1996, 1997, 1998, 2002, 2009, 2012, 2025                                                                   |
| Al-Rayyan    | 6        | 13 | 1999, 2004, 2006, 2010, 2011, 2013                                                                               |
| Al-Ahli Doha | 4        | 4  | 1973, 1981, 1987, 1992                                                                                           |
| Al-Duhail    | 4        | 0  | 2016, 2018, 2019, 2022                                                                                           |
| Qatar SC     | 3        | 4  | 1974, 1976, 2001                                                                                                 |
| Umm-Salal    | 1        | 1  | 2008 |
| Al-Wakrah    | -        | 7  | ----- |
| Al-Khor      | -        | 2  | ----- |
| Al-Sailiya   | -        | 1  | ----- |
| Al-Jaish     | -        | 1  | ----- |